# Pórtico de La Gloria
Pórtico de La Gloria är ett monument i Spanien.   Det ligger i provinsen Provincia da Coruña och regionen Galicien, i den nordvästra delen av landet, 500 km nordväst om huvudstaden Madrid. Pórtico de La Gloria ligger 264 meter över havet.
Terrängen runt Pórtico de La Gloria är kuperad västerut, men österut är den platt. Runt Pórtico de La Gloria är det ganska tätbefolkat, med 58 invånare per kvadratkilometer. Närmaste större samhälle är Santiago de Compostela, 0,09 km väster om Pórtico de La Gloria. Omgivningarna runt Pórtico de La Gloria är en mosaik av jordbruksmark och naturlig växtlighet.